# Aneflomorpha crinita
Aneflomorpha crinita là một loài bọ cánh cứng trong họ Cerambycidae.